# Quinto Labieno
Quinto Labieno (... – 39 a.C.) è stato un militare romano repubblicano, figlio di Tito Labieno, che era stato legatus di Gaio Giulio Cesare durante la conquista della Gallia.

## Biografia
| Quinto Labieno: denario                                                                                                  | Quinto Labieno: denario                                                         |
| --- | ------------------------------------------------------------------------------- |
| |                                                                                 |
| Busto di Labieno verso destra, reca le scritte Q • LABIENVS PARTHICVS • IMP;                                             | Un cavallo verso destra, sopra la linea di esergo, con sella, faretra e briglie |
| (19 mm, 3,58 g, 5h), coniato agli inizi del 40 a.C.; zecca incerta della Siria o dell'Asia Minore meridionale orientale. |                                                                                 |

| Zeus: Æ                                | Zeus: Æ                                                                                         |
| -------------------------------------- | ----------------------------------------------------------------------------------------------- |
|                                        |                                                                                                 |
| Testa laureata di Zeus a destra.       | Zeus seduto sin., che tiene Nike e scettro; cap avanti cap sotto trono, BO[Σ] (data) in esergo. |
| 24mm (13.51 g), coniato nel 41/40 a.C. |                                                                                                 |

In seguito all'assassinio di Giulio Cesare nel 44 a.C., Labieno si schierò dalla parte di Bruto e Cassio (i cesaricidi). Venne inviato in Partia per cercare aiuti da parte di Orode II, il re dei Parti.
Dopo che Bruto e Cassio vennero sconfitti nella battaglia di Filippi, Labieno, avendo paura di venire catturato e condannato a morte dagli eredi di Cesare, Marco Antonio e Ottaviano (poi Augusto), decise di allearsi con i Parti.
Quando i Parti invasero i territori orientali della Repubblica romana nel 40 a.C. vennero condotti dal loro re Pacoro e da Labieno. L'esercito partico attraversò l'Eufrate e attaccò Apamea. L'attacco di Apamea fallì ma Labieno riuscì a convincere le guarnigioni romane in Siria a passare dalla sua parte. L'esercito romano-partico riuscì a sconfiggere in battaglia l'esercito di Lucio Decidio Saxa, governatore di Marco Antonio, conquistò Apamea e costrinse Antiochia a scendere a patti passando dalla sua parte. Dopo la sconfitta Romana ad Apamea, i Parti suddivisero il loro esercito. Pacoro si diresse a sud e conquistò il Levante e la Palestina. Labieno si diresse a nord a inseguire Saxa, che venne sconfitto e ucciso in Cilicia. Labieno poi conquistò tutta l'Asia Minore. Sotto Labieno e Pacoro, i Parti avevano raggiunto più o meno l'estensione dell'antico impero achemenide e controllavano tutta l'Asia Minore, tranne alcune città, ma i successi Partici furono effimeri. Nel 39 a.C., in Asia Minore, i Romani condotti da Publio Ventidio sconfissero e uccisero Labieno. Un anno dopo anche Pacoro venne ucciso in Siria nella Battaglia del Monte Gindaro.